# العلاقات البنمية الروسية
العلاقات البنمية الروسية هي العلاقات الثنائية التي تجمع بين بنما وروسيا.

## مقارنة بين البلدين
هذه مقارنة عامة ومرجعية للدولتين:
| وجه المقارنة                                              | بنما                      | روسيا                                   |
| --------------------------------------------------------- | ------------------------- | --------------------------------------- |
| المساحة (كم2)                                             | 74.18 ألف                 | 17.08 مليون                             |
| عدد السكان (نسمة)                                         | 4.10 مليون                | 146.80 مليون                            |
| الكثافة السكانية (ن./كم²)                                 | 55.27                     | 8.59                                    |
| العاصمة                                                   | بنما                      | موسكو                                   |
| اللغة الرسمية                                             | اللغة الإسبانية           | اللغة الروسية                           |
| العملة                                                    | بالبوا بنمي، دولار أمريكي | روبل روسي                               |
| الناتج المحلي الإجمالي (بليون دولار)                      | 61.84 مليار               | 1.58 تريليون                            |
| الناتج المحلي الإجمالي (تعادل القوة الشرائية) بليون دولار | 87.37 مليار               | 3.69 تريليون                            |
| الناتج المحلي الإجمالي الاسمي للفرد دولار أمريكي          | 13.27 ألف                 | 9.09 ألف                                |
| الناتج المحلي الإجمالي للفرد دولار أمريكي                 | 20.89 ألف                 |                                         |
| مؤشر التنمية البشرية                                      | 0.780                     | 0.798                                   |
| رمز المكالمات الدولي                                      | +507                      | +7                                      |
| رمز الإنترنت                                              | .pa                       | .ru، .рф، .рус ‏، .su                    |
| المنطقة الزمنية                                           | 00                        | Magadan Time ‏، ت ع م+02:00، ت ع م+12:00 |

## منظمات دولية مشتركة
يشترك البلدان في عضوية مجموعة من المنظمات الدولية، منها:
| علم المنظمة | اسم المنظمة                        | تاريخ انضمام بنما | تاريخ انضمام روسيا |
| ----------- | ---------------------------------- | ----------------- | ------------------ |
|             | مؤسسة التنمية الدولية              | 1 سبتمبر 1961     | 16 يونيو 1992      |
|             | منظمة التجارة العالمية             | ?                 | 22 أغسطس 2012      |
|             | مؤسسة التمويل الدولية              | 20 يوليو 1956     | 12 أبريل 1993      |
|             | منظمة حظر الأسلحة الكيميائية       | ?                 | ?                  |
|             | الأمم المتحدة                      | 13 نوفمبر 1945    | 24 أكتوبر 1945     |
|             | الاتحاد الدولي للاتصالات           | 14 يوليو 1914     | 1866               |
|             | منظمة الشرطة الجنائية الدولية      | ?                 | 27 سبتمبر 1990     |
|             | البنك الدولي للإنشاء والتعمير      | 14 مارس 1946      | 16 يونيو 1992      |
|             | الاتحاد البريدي العالمي            | ?                 | ?                  |
|             | وكالة ضمان الاستثمار متعدد الأطراف | 21 فبراير 1997    | 29 ديسمبر 1992     |
|             | يونسكو                             | 10 يناير 1950     | 21 أبريل 1954      |
|             | الفريق المعني برصد الأرض           | ?                 | ?                  |

## أعلام
هذه قائمة لبعض الشخصيات التي تربطها علاقات بالبلدين:
- أوغستو دونادو (دبلوماسي بنمي، 10 سبتمبر 1940 – )

## وصلات خارجية
- موقع وزارة الخارجية البنمية
- موقع وزارة الخارجية الروسية